# 西安州 (寧夏回族自治区)
西安州（せいあんしゅう）は、中国にかつて存在した州。現在の寧夏回族自治区中衛市海原県及び固原市西吉県の一部に設置された。
1099年（元符2年）、北宋により秦鳳路の下部に設置され、州治は南牟会新城（現在の海原県西安州古城）。元代になると当初開城路の管轄とされたが、まもなく廃止された。